# Capricorn (traghetto)
Capricorn è un traghetto veloce di classe MDV 3000 Jupiter, precedentemente in servizio per Tirrenia di Navigazione S.p.A. per la quale operava prevalentemente sulle rotte da e per la Sardegna o per le Isole Eolie. Costruito da Fincantieri nel cantiere navale di Riva Trigoso e classificato come traghetto veloce Ro-Ro (Roll-on Roll-off), assieme alle sue navi gemelle (Aries, Taurus e Scorpio) è stato tra i primi traghetti veloci (oltre 40 nodi) monocarena al mondo oltre le 1.000 tonnellate di portata lorda.

## Dati sulla progettazione
Capricorn è un monocarena realizzato quasi completamente in lega di alluminio, ad eccezione delle parti sottoposte a elevato stress meccanico che sono state invece realizzate con acciai speciali. Per conferire alla nave grandi capacità di navigabilità, la carena ha un profilo a V profonda. Due coppie di pinne stabilizzatrici attive, controllate dal software di bordo, mantengono sotto controllo il rollio e l'imbardata della nave.
La nave è organizzata su sei ponti: tre di essi (principale, superiore e belvedere) sono adibiti al trasporto passeggeri mentre gli altri tre (garage inferiore, garage principale e garage superiore) sono adibiti al trasporto di veicoli. Il ponte superiore del garage è sollevabile.
1. Il Ponte Principale ospita: reception, bar e 1208 poltrone di seconda classe.
2. Il Ponte Superiore ospita: 576 poltrone di prima classe
3. Il Ponte Belvedere ospita un bar

L'imbarco dei passeggeri viene effettuato tramite un'apposita rampa a poppa per raggiungere il garage principale, il quale è collegato ai ponti passeggeri da rampe di scale e da due ascensori da 12 persone ciascuno di capacità. Per l'equipaggio sono previsti 34 posti.
La nave può trasportare 460 autoveicoli e i tre ponti garage possono essere caricati simultaneamente. In caso di trasporto autotreni, invece, la capacità è di 30 veicoli più 100 macchine (ospitate principalmente nel garage inferiore). Le due rampe di poppa sono progettate per imbarcare e sbarcare autotreni di 45 tonnellate (15 per asse). I sistemi idraulici di sollevamento permettono un'altezza del tetto del garage di 4,4 metri. Le navi di questa serie non possiedono alcun accesso a prua, dunque le operazioni di carico e scarico sono effettuate tutte tramite i due portelloni di poppa ed è perciò necessario effettuare un'inversione di marcia in uscita. Inoltre il traghetto è progettato per essere totalmente evacuato in meno di 15 minuti.

## Dettagli propulsore
Il sistema di propulsione del traghetto è costituito da 2 turbine a gas General Electric / Fiat Avio LM2500 (21000 kW) e 4 motori Diesel MTU 20V1163TB da 73 litri (6500 kW) per un totale complessivo di 67000 kW. Le turbine a gas della serie LM2500 sono un derivato della turbina per aeromobili General Electric CF6-6 e sono spesso utilizzate in navi da guerra, aliscafi, hovercraft oltre che in questa classe di trasporti marittimi. Le turbine a gas LM2500 pilotano i booster idrogetto centrali, due KaMeWa 180 SII, mentre i motori Diesel a coppie pilotano gli idrogetti di sinistra e di destra, due KaMeWa 140 SII. Le coppie di booster sono fisse mentre gli idrogetti laterali hanno possibilità di rotazione, per fungere da timone. Le coppie di idrogetti con possibilità direzionale erano, al momento della costruzione, le più grandi mai costruite al mondo. La configurazione flessibile del sistema di propulsione consente alla nave tre velocità operative. Il sistema è in grado di spingere la nave ad oltre 40 nodi, sebbene venga solitamente utilizzato per fornire il 90% della potenza totale.

## Servizio
Inserito nell'estate 1999 sulla rotta Genova-Porto Torres (insieme al gemello Scorpio), permetteva di fare la tratta in poco più di cinque ore rispetto alle 12 ore dei traghetti tradizionali. Il Capricorn serviva diverse linee tra cui la rotta Fiumicino - Golfo Aranci (collegamento soppresso a fine 2008). Nel 2006 il traghetto è stato noleggiato alla società controllata Siremar per servire la rotta Napoli - Isole Eolie. La nave è stata adoperata anche come riserva, cioè sostituiva gli altri traghetti della compagnia in caso di guasti.
Questo tipo di traghetto, dimostratosi poco conveniente per gli altissimi consumi di carburante, la poca versatilità e soprattutto la crescente concorrenza nel settore marittimo, fu venduto per demolizione a una cifra stimata inferiore al suo effettivo valore (nonostante le cattive condizioni in cui versava).
Il Capricorn venne rimorchiato ad Aliağa il 21 luglio 2011, a fine ottobre dello stesso anno fu recuperato dai cantieri turchi per essere convertito in un panfilo di lusso ed è stato ormeggiato per un periodo in Turchia (presso i cantieri navali di Tuzla) in un bacino italiano (detto Superbacino per le sue notevoli capacità) acquistato al prezzo di un dollaro dall'autorità portuale di Genova.
Dopo essere stato trasferito presso il cantiere navale di Lamiane, baia vicina a Calle, sull'isola di Ugliano (di fronte a Zara), dove è rimasto fermo per tre anni, il Capricorn è infine giunto il 24 settembre 2014 ai lavori in bacino di carenaggio presso il cantiere navale Viktor Lenac di Costrena, non lontano da Fiume.
Al 2018 risultava essere stato trasferito presso i cantieri navali Nauta Lamjana di Ugliano, vicino Zara.
Il 19 giugno 2019 è stato avvistato al largo di Capo Maleas, a rimorchio e a luci spente, trainato dal rimorchiatore Diavlos Force e diretto al Pireo. Il 26 giugno è arrivo a rimorchio a Kynosoura.        Il traghetto è stato acquistato dalla SeaJets nello stesso mese per essere ristrutturato e messo in servizio.

## Navi gemelle
- Aries
- Taurus
- Scorpio